# 三田村氏館跡
三田村氏館跡（みたむらしやかたあと）は、滋賀県長浜市三田町にあり、下坂氏館跡（しもさかしやかたあと）＜長浜市下坂中町＞とともに国史跡の北近江城館跡群（きたおうみじょうかんあとぐん）に指定されている。現：伝正寺周辺が館跡で寺の周囲三方に土塁が残り、一部堀跡も残っている。
　歴史：元亀元年（１５７０年）の姉川合戦前は三田村左衛門は浅井氏方として横山城の守将であったとされる。姉川合戦以後は小谷城の中丸を守備していたが、元亀三年（１５７２年）に羽柴（豊臣）秀吉を通じて織田信長に降参してきたものの討伐された。小谷城清水谷に三田村屋敷も残り、石垣が残っている。＜小谷城落城は天正元年（１５７３年）＞　この城の城主として史料では三田村左衛門氏光・三田村相模守・多賀備中守が居住したと伝えられる。　＜現地案内板より　＞